# دنیای متأهلی
دنیای متأهلی (The World of the Married, 부부의 세계; Bubu-ui segye) یک سریال تلویزیونی محصول ۲۰۲۰ کرهٔ جنوبی با نقش‌آفرینی کیم هی، پارک هه جون، و هان سو هی است. این سریال داستان یک زوج متأهل را روایت می‌کند که خیانت به یکدیگر منجر به گرداب اندوه، انتقام و بخشش می‌شود. این سریال بر اساس یکی از درام‌های بی‌بی‌سی وان به نام دکتر فاستر با بازیگری سوران جونز ساخته شده‌است. این سریال جمعه‌ها و شنبه‌ها از ۲۷ مارس تا ۱۶ مه ۲۰۲۰ ساعت 10:50 (KST) از شبکهٔ JTBC پخش می‌شد.